# Turnpike Lane (metropolitana di Londra)
La stazione di Turnpike Lane è una stazione della linea Piccadilly della metropolitana di Londra.

## Storia

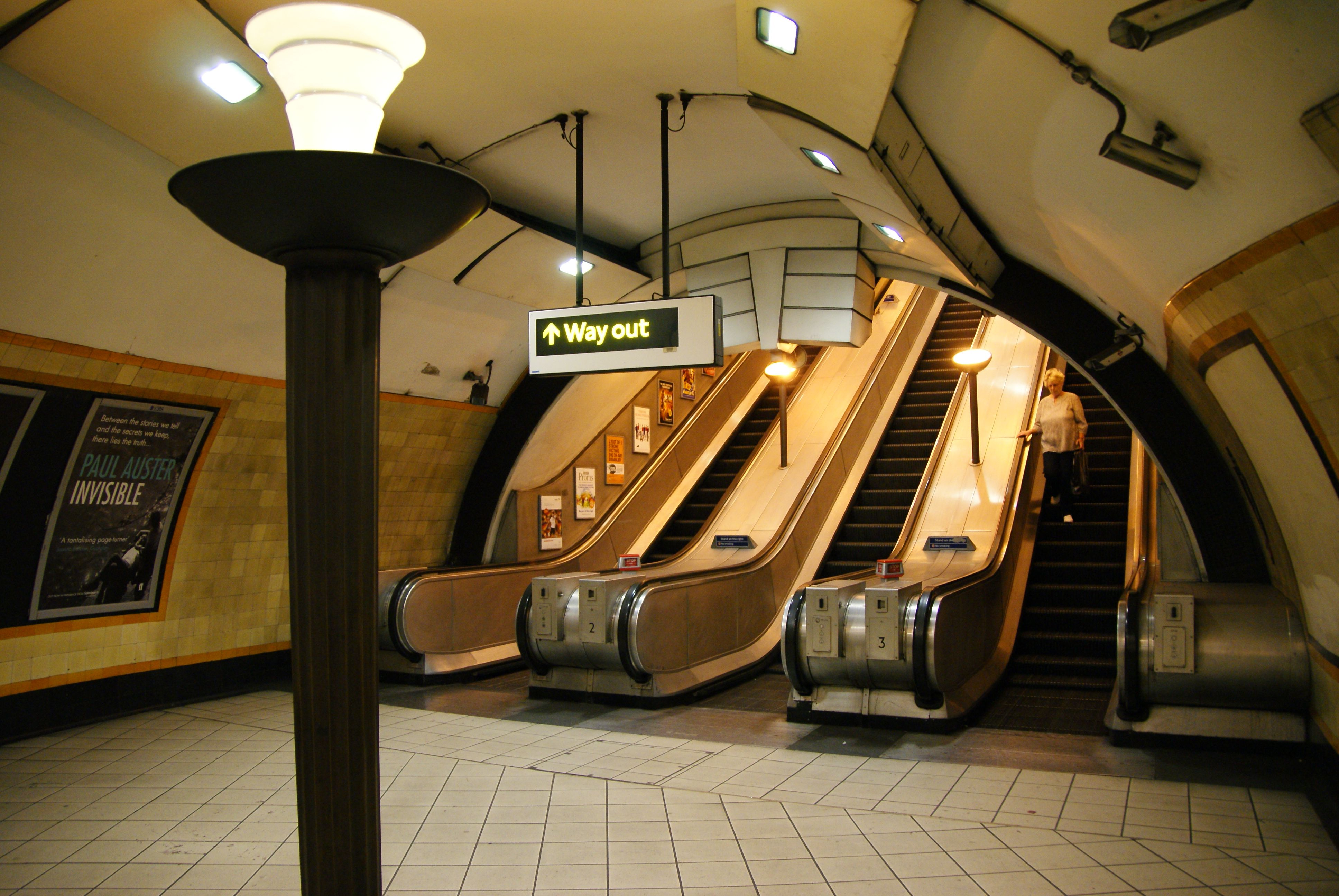
Il livello dei binari

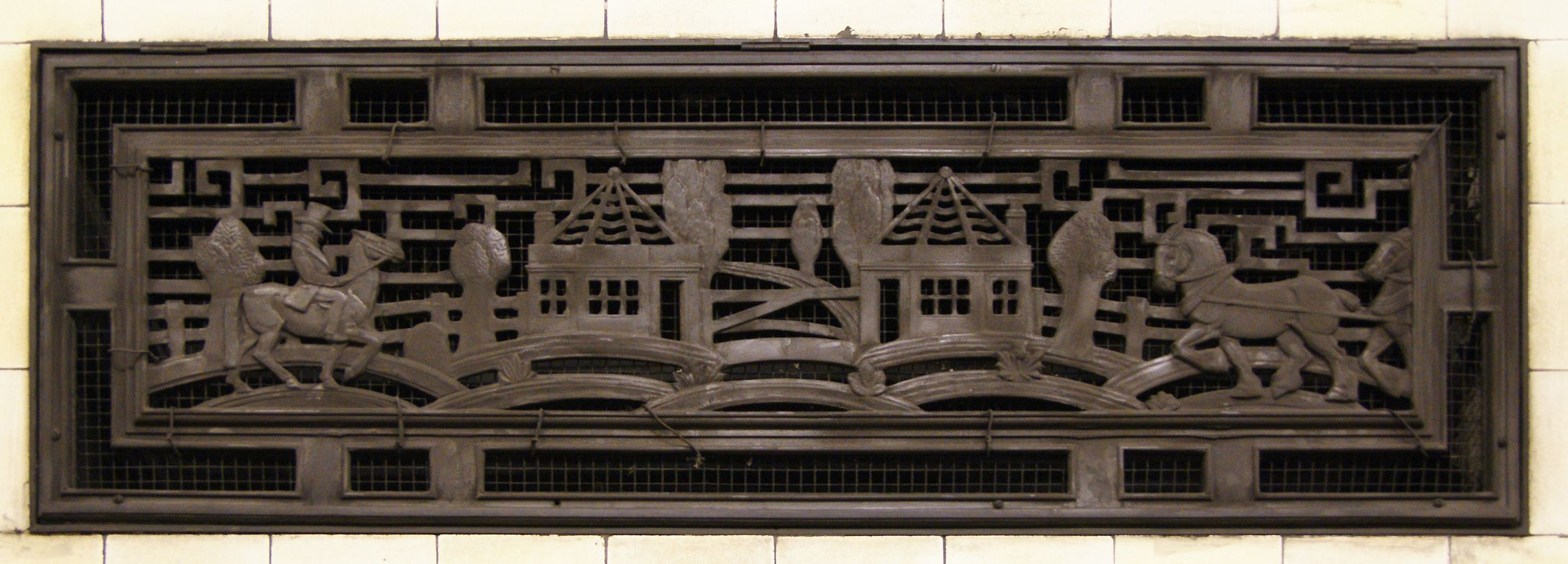
Il particolare di una griglia di ventilazione

Turnpike Lane è stata aperta nel 1932, prima stazione della metropolitana dell'allora Borgo municipale di Tottenham.
Durante la progettazione del tratto della linea Piccadilly verso Cockfosters sono stati considerati i nomi alternativi di North Harringay o Ducketts Green.

### Progetti
La stazione di Turnpike Lane è stata inserita sul tracciato proposto per il progetto Crossrail 2, sul ramo di Cheshunt, secondo la consultazione pubblica del 2015.

## Strutture e impianti
La stazione è stata progettata dall'architetto Charles Holden e rappresenta un esempio ben conservato di stile modernista utilizzato in molte stazioni della metropolitana degli anni '30.
A maggio 1994 l'edificio della stazione è diventato un monumento classificato di grado II, al pari di altre stazioni del tratto della linea Piccadilly verso Cockfosters.
La biglietteria, edificio squadrato in mattoni, è dotata di due torri di ventilazione semi interrate e di finestre segmentate che al tramonto creano un'illuminazione che richiama quella delle cattedrali.
Le sezioni interrate dell'edificio sono decorate con piastrelle color biscotto con fregi gialli. Il design originale prevedeva anche un'insegna all'entrata principale della stazione che è stata successivamente rimossa.
La stazione è situata nella terza zona tariffaria della metropolitana londinese.

## Interscambi
Nelle vicinanze della stazione effettuano fermata numerose linee automobilistiche urbane, gestite da London Buses.
- Fermata autobus

## La stazione nella cultura di massa
La stazione viene citata nel brano "Junkie Doll" di Mark Knopfler, nel suo album del 2000 Sailing to Philadelphia, e nel brano "Los Angeles Waltz" dei Razorlight, nel loro album del 2006 Razorlight.

## Galleria d'immagini

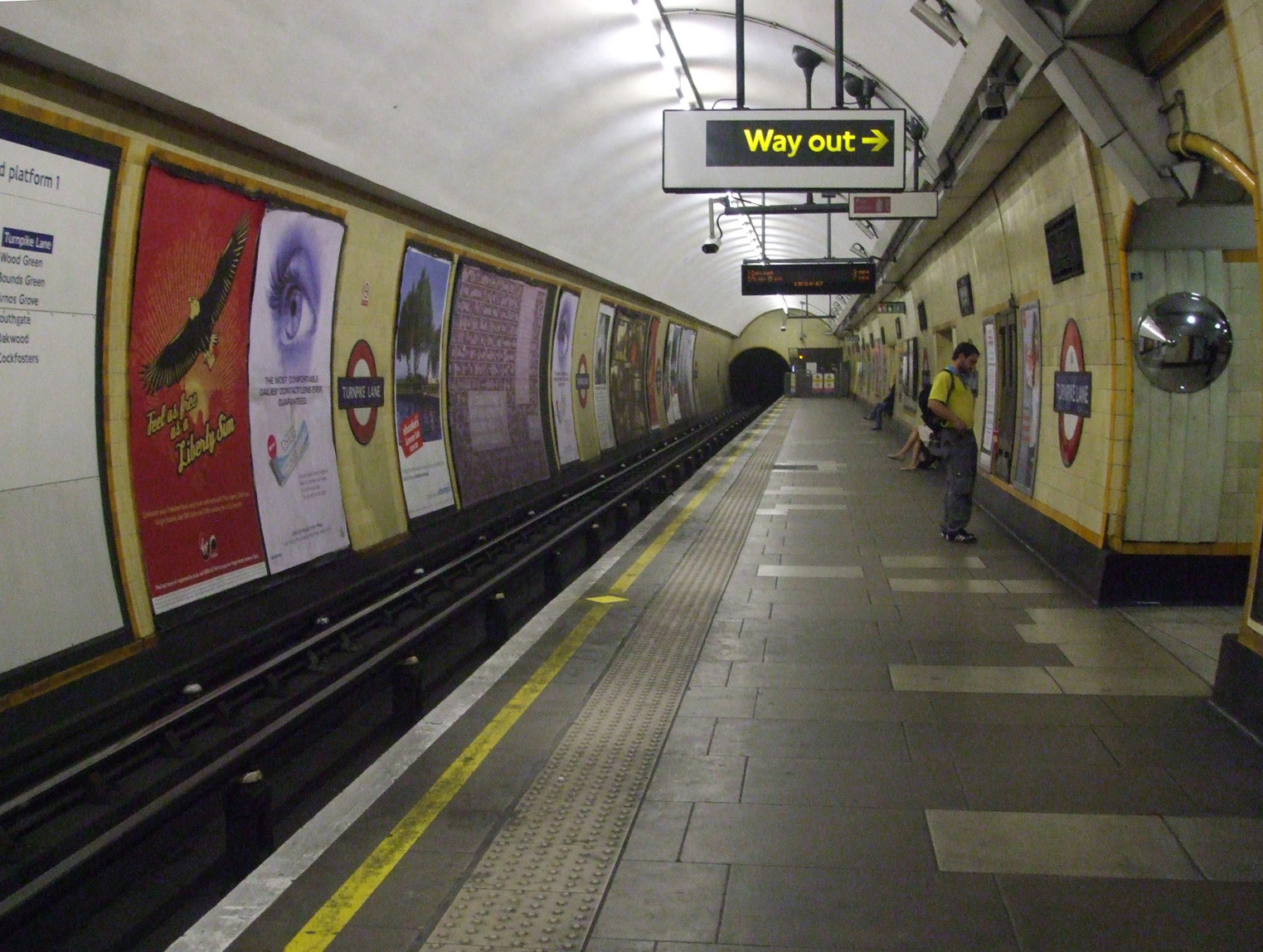
Binario nord.
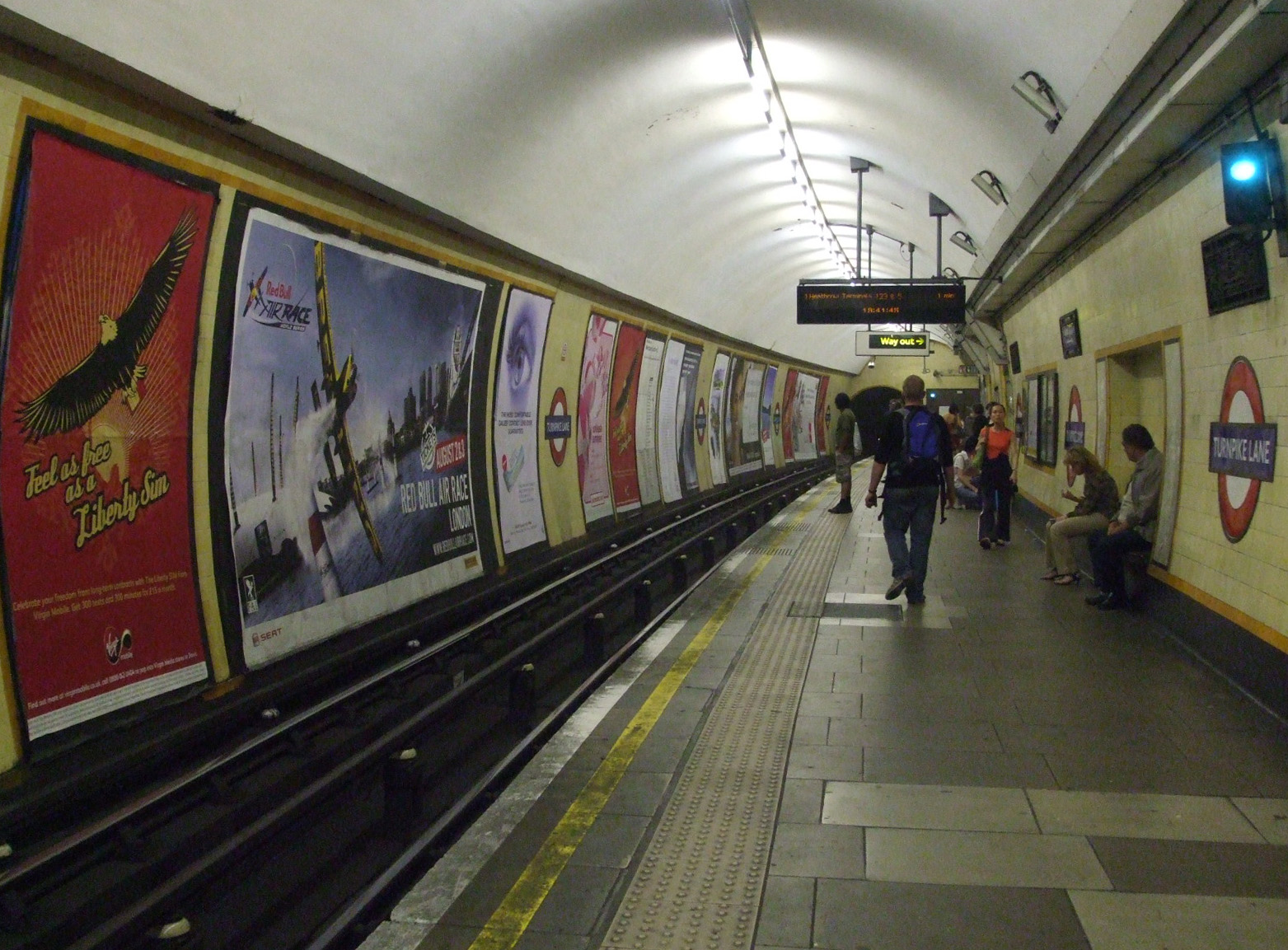
Binario sud.
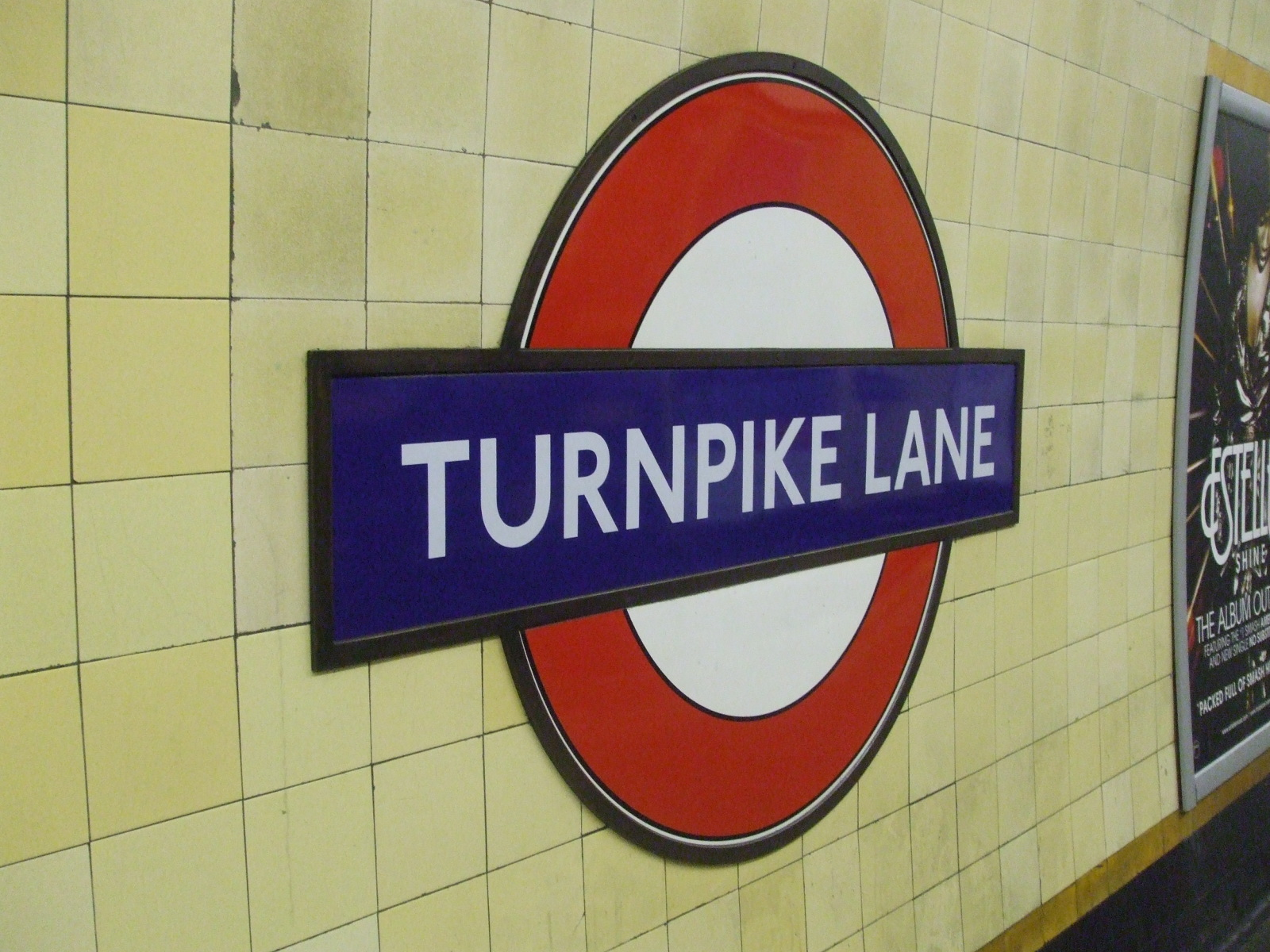
Il logo dell'Underground sulle pareti della stazione.
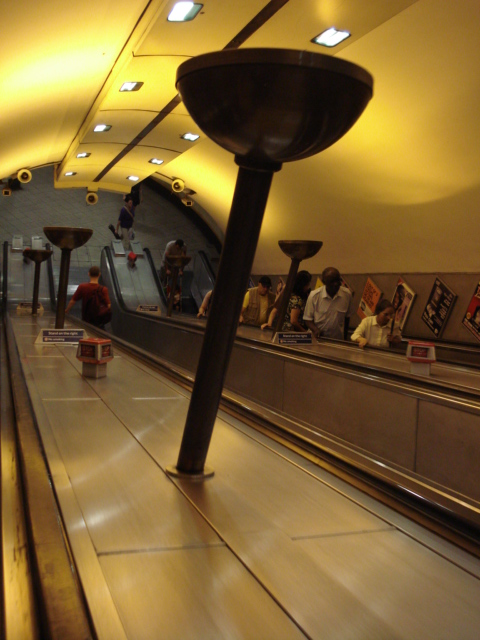
Le scale mobili della stazione.